# جسیکا گانینگ
جسیکا فی گانینگ (انگلیسی: Jessica Faye Gunning؛ زادهٔ ۱ ژانویه ۱۹۸۶) بازیگر انگلیسی تلویزیون و تئاتر است. او در مجموعه‌های تلویزیونی گرمای سفید (۲۰۱۲)، آنچه باقی می‌ماند (۲۰۱۳)، بازگشت (۲۰۱۷–۲۰۲۱)، قانون‌شکنان (۲۰۲۱–۲۰۲۴) و بچه گوزن (۲۰۲۴) ظاهر شده است.

## آغاز زندگی
جسیکا فی گانینگ در ۱ ژانویه ۱۹۸۶ در هولمفرث به دنیا آمد.
او پیش از اینکه در کالج رز بروفورد شرکت کند، در دبیرستان هولمفرث در نزدیکی هادرزفیلد تحصیل کرد و در سال ۲۰۰۷ فارغ‌التحصیل شد.

## زندگی شخصی
گانینگ لزبین است و در نوامبر ۲۰۲۲ نرد خانواده و دوستانش آشکارسازی کرد. او گرایش جنسی خود را در ژوئن ۲۰۲۴ تأیید و خود را یک گی توصیف کرد.